# Nataliya Goncharova
Nataliya Olegovna Goncharova (também conhecida como Nataliya Obmochaeva entre 2012 e 2016; em russo:  Наталия Олеговна Гончарова; em ucraniano: Наталія Олегівна Гончарова; Skole, 1 de junho de 1989) é uma jogadora de voleibol ucraniana naturalizada russa.
Com 1,96 m de altura, Goncharova é capaz de atingir 3,15 m no ataque e 3,06 m quando bloqueia.

## Biografia
Natalia nasceu na cidade de Lvov na Ucrânia em 1989, mas ainda nova se mudou para a cidade de Ivano-Frankivsk, também localizada na Ucrânia.
O esporte faz parte de sua família, a sua mãe foi jogadora de basquete, enquanto sua avó e bisavó jogaram vôlei. Ela possui uma irmã mais velha, chamada: a Valeriya Goncharova (nascida em 03 de janeiro de 1988), que também joga vôlei e hoje é companheira de Natalia no time "Dinamo", da Rússia.
A Nataliya fala cinco línguas: ucraniano, russo, alemão, polonês e inglês.

## Carreira no vôlei
Em meados de 1997, começou a jogar vôlei aos 8 anos de idade na cidade de Ivano-Frankivsk na Ucrânia.
Em 2002, aos 13 anos se mudou para a cidade ucraniana de Rovno, onde morava sua avó, e lá jogou por 3 anos no clube da cidade o Regina, foi neste momento que Natalia começou a jogar voleibol com uma pouco mais de seriedade.

### Mudança para a Rússia e sucesso
Em 2005, aos 16 anos, veio a grande decisão de sua vida, ela e sua irmã decidiram se mudar para Rússia, onde acreditavam que poderiam ter mais sucesso com o voleibol. Nesta época a jogadora já era convocada para as seleções de base da Ucrânia, mas mesmo assim quis acompanhar sua irmã para crescer no esporte. Foi para a cidade de Moscow, e desde 2006 defende as cores do clube da cidade, o pelo time "Dinamo Moscow".
Foi também em 2005, que Goncharova começou a chamar atenção dos conhecedores de voleibol na Europa. Com a Ucrânia foi Campeã Européia Infanto neste ano e bronze no Europeu Juvenil no ano seguinte, os dois jogos com vitórias exatamente sobre a Rússia.
Em 2007, Natalia jogou durante o Campeonato Mundial de Voleibol Feminino Juvenil.
Em 2008, vieram as suas primeiras participações com a Seleção Ucraniana de Voleibol Feminino adulta principal. Jogou o Classificatório Olímpico Europeu e a Fase Classificatória do Campeonato Europeu de Voleibol Feminino, que foi disputado ano passado na Polônia. A segunda Fase do classificatório Campeonato Europeu aconteceu em junho de 2008, a Ucrânia chegou a se classificar até a fase seguinte, porém a participação de Goncharova terminava ali, a terceira fase só aconteceria em setembro de 2008, e Natalia já havia decidido jogar pela Rússia, por isso não participou da terceira fase, onde eventualmente a Ucrânia acabou perdendo a vaga na Polônia para a Seleção Croata.

### Uma jogadora da Rússia
Jogando pelo time "Dinamo Moscow", que Goncharova teve as suas maiores conquistas até agora.
No clube desde 2006, se tornou campeã do Campeonato Russo de Voleibol Feminino em 2006/2007 e virou campeã com o sucesso na temporada de 2008/2009.
Por duas vezes chegou a final da Liga dos Campeões da Europa de Voleibol Feminino, ganhando duas medalhas de prata, em 2006/2007 e 2008/2009, nas duas oportunidades o clube perdeu para o time italiano Foppapedretti Bergamo. Em uma entrevista, Natalia disse que foi muito triste perder a final da Liga dos Campeões da Europa na última temporada, no entanto revelou que as jogadoras das duas equipes se divertiram após a final, fizeram um jantar de confraternização e todos puderam desfrutar de um bom momento, comendo comida italiana, e bebendo vinho.

## Vida pessoal
Goncharova foi casada com o também jogador de vôlei da Seleção Russa de Voleibol Masculino, o Aleksei Obmotchaev (campeão olímpico dos jogos de Londres 2012), que atua na posição de líbero. Os dois casaram-se na Bélgica após o torneio dos Jogos Olímpicos de Verão de 2012,  mas se separaram em 2014.
Em 2016, quase dois após após a separação, o divórcio formal foi oficializado e finalizado.

## Títulos

### Seleção Ucraniana de Voleibol Feminino(juvenil)
- 2005: Campeonato Europeu Infantil (Campeã)
- 2008: Campeonato Europeu Juvenil (3º Lugar)

### Seleção Russa de Voleibol Feminino(principal)
- 2010: Campeonato Mundial de Voleibol Feminino (Campeã)
- 2011: Campeonato Qualificatório Mundial das Olímpicas de 2012 em Londres (Campeã)
- 2013: Campeonato Europeu (Campeã)
- 2013: Universíada de Verão de 2013 (Campeã)
- 2014: Grand Prix de Voleibol de 2014 (3º Lugar)
- 2014: Grand Prix de Voleibol de 2014 (2° Lugar)
- 2015: Campeonato Europeu de Voleibol Feminino de 2015 (Campeã)